# Stenellipsis maculata
Stenellipsis maculata är en skalbaggsart som först beskrevs av Xavier Montrouzier 1861.  Stenellipsis maculata ingår i släktet Stenellipsis och familjen långhorningar. Inga underarter finns listade i Catalogue of Life.